# Relaciones México-Yibuti
Las naciones de México y Yibuti (Djibouti) establecieron relaciones diplomáticas en 1989. Ambas naciones son miembros de las Naciones Unidas.

## Historia
México y Yibuti establecieron relaciones diplomáticas el 22 de junio de 1989. Los vínculos se han desarrollado principalmente en el marco de foros multilaterales. En 2007, México estableció un consulado honorario en la Ciudad de Yibuti.
En noviembre de 2010, el gobierno de Yibuti envió una delegación de tres miembros para asistir a la Conferencia de las Naciones Unidas sobre el Cambio Climático de 2010 en Cancún, México. En mayo de 2012, una delegación del Ministerio de Energía, Agua y Recursos Naturales de Yibuti visitó México para explorar opciones de cooperación en materia de geotermia.
En abril de 2013, el embajador de México en Etiopía, Juan Alfredo Miranda Ortiz, visitó Yibuti con el fin de promover la candidatura del Dr. Herminio Blanco a la Dirección General de la OMC; ocasión en la cual se reunió con el Primer ministro de Yibuti, Abdoulkader Kamil Mohamed. Asimismo, el embajador sostuvo reuniones de trabajo con el ministro de Asuntos Exteriores y Cooperación Internacional, Mahamoud Ali Youssouf; con el ministro de Economía y Finanzas, Ilyas Moussa Deweleh; con el ministro de Energía encargado de Recursos Naturales, Ali Yacoub Mahamoud, y con el ministro Delegado para el Comercio, las Pymes, la Artesanía, el Turismo y la Formalización del Empleo, Ahmed Hassan Boulaleh.
En octubre de 2013, ambas naciones firmaron un Memorándum de Entendimiento sobre Cooperación en el Campo de la Energía Geotérmica. En abril de 2014, el ministro encargado de la Cooperación Internacional del Ministerio de Asuntos Exteriores de Yibuti, Ahmed Ali Silay, visitó México con motivo de su participación en la Primera Reunión de Alto Nivel de la Alianza Global para la Cooperación Eficaz al Desarrollo. En mayo de 2014, el Secretario General del Ministerio de Planeación Urbana y Medio Ambiente de Yibuti, Dini Abdallah, visitó México con motivo de su participación en la V Asamblea del Fondo para el Medio Ambiente Mundial (GEF), que se llevó a cabo en Cancún.

## Misiones Diplomáticas
- México está acreditado ante Yibuti a través de su embajada en Adís Abeba, Etiopía y mantiene un consulado honorario en la Ciudad de Yibuti.[4]
- Yibuti está acreditado ante México a través de su embajada en La Habana, Cuba.